# 北汝河 (汝河)
北汝河是中国河南省南部汝河左岸一条支流，主源北柳堰河发源于遂平县西北部，槐树乡吴岗村北的南北岗地东麓，流经西平、上蔡、汝南等县，至汝南县东部三桥乡沙口村注入汝河。河长59.6公里，流域面积1273平方公里。
北汝河下游段系古代汝水故道。宿鸭湖水库兴建前，北汝河由汝南县北部的黎湾汇入汝河。宿鸭湖水库修建时，大坝将汝河在苏庄截断，苏庄至黎湾段枯废，故黎湾以下至沙口河段也称北汝河。北汝河自20世纪50年代起过多年治理，先后堵死小洪河向北汝河分洪口门，整理北汝河及其主要支流南、北柳堰河，新建老潭嘴节制闸，完成北汝河汝南县城关段取直工程。